# 卡佐吉塔
卡佐吉塔（法語：Cazaugitat）是法国吉伦特省的一个市镇，属于朗贡区（Langon）佩莱格吕埃县（Pellegrue）。该市镇总面积14.35平方公里，2009年时的人口为253人。

## 人口
卡佐吉塔人口变化图示